# Dynamika społeczna
Dynamika społeczna – w ujęciu Augusta Comte’a jeden z dwóch (obok statyki społecznej) głównych działów socjologii, które razem wyjaśniać miały dwa pozornie wykluczające się aspekty społeczeństwa: porządek i postęp. Zadaniem dynamiki społecznej miało być badanie procesów zachodzących wewnątrz społeczeństwa.
Główne założenia dynamiki społecznej można streścić do następujących tez:
- Ewolucja społeczeństw jest ukierunkowana i ma charakter prawidłowy.
- Ludzkość w toku rozwoju przeszła przez trzy kolejne stadia różniące się sposobem wyjaśniania rzeczywistości przez ludzi: stadium teologiczne, stadium metafizyczne i stadium naukowe (pozytywne), które z kolei dzielą się na fazy. Przy ich analizie Comte pod względem wiedzy o historii okazał się dyletantem.
- Przemiany w świadomości ludzkiej, różnej w każdym ze stadium, wiążą się z odpowiednimi przemianami systemu społecznego.
- Ewolucja społeczna doprowadzi z czasem do doskonałego ładu społecznego w stadium naukowym, gdzie porządek społeczny nie będzie wykluczany przez ewolucyjne zmiany, ale nie będzie w nim miejsca na kryzysy.
- Ludzkość jest całością i stanowi ona podmiot dziejów.

## Koncepcje dynamiki społecznej w ujęciach socjologów
- W ujęciu Johna Stuarta Milla dynamika społeczna odpowiada prawom następstwa, a statyka społeczna współwystępowaniu[4].
- W koncepcji Karola Marksa źródła dynamiki społecznej tkwią w sprzeczności między zmieniającymi siłami wytwórczymi i dotychczasowymi stosunkami produkcji[5].
- Na podobnych zasadach Herbert Spencer, opierając się na analogii organicystycznej, sformułował pojęcia struktury oraz funkcji, gdzie funkcje odnosiły się do działań i przekształceń[2].
- W odniesieniu do ukierunkowanej ewolucji, Pitirim Sorokin zakładał, że historia ludzkości to „bezkierunkowe fluktuacje”, zakładając przy tym, że okresy stabilizacji są krótkimi momentami w ciągłej zmienności[6]. Takie podejście w socjologii idzie w parze z trendem do odrzucenia podziału na statykę i dynamikę, podkreślającym procesualny charakter rzeczywistości społecznej[7].